# Камешлу (Урмія)
Камешлу (перс. قمشلو) — село в Ірані, входить до складу дехестану Дул у Центральному бахші шахрестану Урмія провінції Західний Азербайджан.